# Business Wire
Business Wire es una empresa estadounidense que difunde comunicados de prensa de texto completo de miles de empresas y organizaciones en todo el mundo a medios de noticias, mercados financieros, sistemas de divulgación de estados financieros, inversores, sitios web de información, bases de datos, blogueros, redes sociales y otros públicos. Es una subsidiaria de Berkshire Hathaway.

## Historia
Business Wire fue fundada en 1961 por Lorry I. Lokey. Comenzó enviando comunicados a 16 medios en California. Business Wire lanzó su sitio web en mayo de 1995. En 2000, antes que su principal competidor PR Newswire, Business Wire puso fin a la práctica de  bizop.orgdistribuir noticias a los puntos de venta financieros 15 minutos antes que nadie, para proporcionar acceso inmediato e igualitario a la información de empresa, tal como se indica en el reglamento de divulgación justa de la SEC.
La primera operación europea de propiedad total de Business Wire se lanzó en 2001, con la apertura de una oficina en Londres. El 1 de junio de 2005, Business Wire entró en el mercado ad-hoc alemán con una red de divulgación para empresas con cotizaciones primarias o secundarias en Deutsche Börse. El servicio se estableció de conformidad con BaFin, el regulador nacional de valores de Alemania. El 15 de septiembre de 2005, Business Wire estableció redes de divulgación regulatoria en Francia, Suecia, Suiza y Luxemburgo. La medida se produjo en anticipación a la implementación anticipada de la Directiva de obligaciones de transparencia (TOD) de la UE. El 1 de enero de 2007, la Autorité des marchés financiers, el regulador francés de los mercados financieros, aprobó a Business Wire para operar como un servicio de divulgación regulatoria en Francia.
El 10 de enero de 2005, Business Wire estableció un centro asiático con la apertura de su oficina de Tokio, Japón, y más tarde ese año agregó el japonés a su web, haciendo que el sitio esté disponible en siete Idiomas. El 17 de enero de 2006, Berkshire Hathaway anunció que estaba comprando Business Wire por un monto no revelado. Esta adquisición se completó el 1 de marzo de 2006.
En 2008, Business Wire se asoció con ImpreMedia para lanzar LatinoWire, un servicio de distribución de noticias que distribuye contenido de marca a sitios web, medios de comunicación, periodistas y blogueros hispanos. En 2011, Business Wire recibió una patente para el proceso tecnológico de optimización y distribución de comunicados de prensa para maximizar su capacidad de ser encontrado y rastreado en los principales motores de búsqueda. La originalidad de la patente fue cuestionada por el experto en SEO Danny Sullivan.
El 23 de septiembre de 2013, Business Wire anuncia una asociación de distribución exclusiva con VentureBeat El 3 de noviembre de 2013, Business Wire abrió su oficina en Hong Kong.
En enero de 2014, Business Wire lanzó un nuevo servicio de mejora de distribución de contenido y noticias.
En abril de 2017, su directora ejecutiva y presidenta, Cathy Baron Tamraz, se jubiló y fue reemplazada por el director financiero Geff Scott.